# 286 Iclea
286 Iclea este un asteroid din centura principală, descoperit pe 3 august 1889, de Johann Palisa.